# Dirección General de Seguridad y Defensa Terrestre
La Dirección General de Seguridad y Defensa Terrestre (DGSYDT) es una dirección general de la Fuerza Aérea Argentina bajo la órbita de la Subjefatura del Estado Mayor General de la Fuerza Aérea.

## Reseña
Creada el 1 de enero de 2013 por resolución del jefe del Estado Mayor General de la Fuerza Aérea. Su misión es contribuir al sostenimiento de la Fuerza Aérea a través del esfuerzo de seguridad militar en la jurisdicción de esa fuerza armada.
El personal militar de esta dirección general tiene su formación en el curso de seguridad de bases aéreas, dictado por el Grupo de Operaciones Especiales (GOE) con asiento de paz en la VII Brigada Aérea de Moreno.